# إيفون غاسبرز
إيفون غاسبرز (بالهولندية: Yvon Jaspers) (وُلدت في 20 مارس 1973) هي مُقدمة برامج تلفزيونية وممثلة هولندية. تُعرف لتقديمها برنامج "Boer zoekt Vrouw"، وهو النسخة الهولندية من برنامج فارمر وانتز أوايف [الإنجليزية]، بالإضافة لذلك تُقدم برنامج هيت كلوخيس [الإنجليزية] "Het Klokhuis".
اشتهرت بتمثيلها دور روبن تيس في المسلسل التلفزيوني روزينجور آند ودكا لومي "Rozengeur & Wodka Lime".

## روابط خارجية
- إيفون غاسبرز على موقع IMDb (الإنجليزية)
- إيفون غاسبرز على موقع قاعدة بيانات الفيلم (الإنجليزية)